# Teyssières

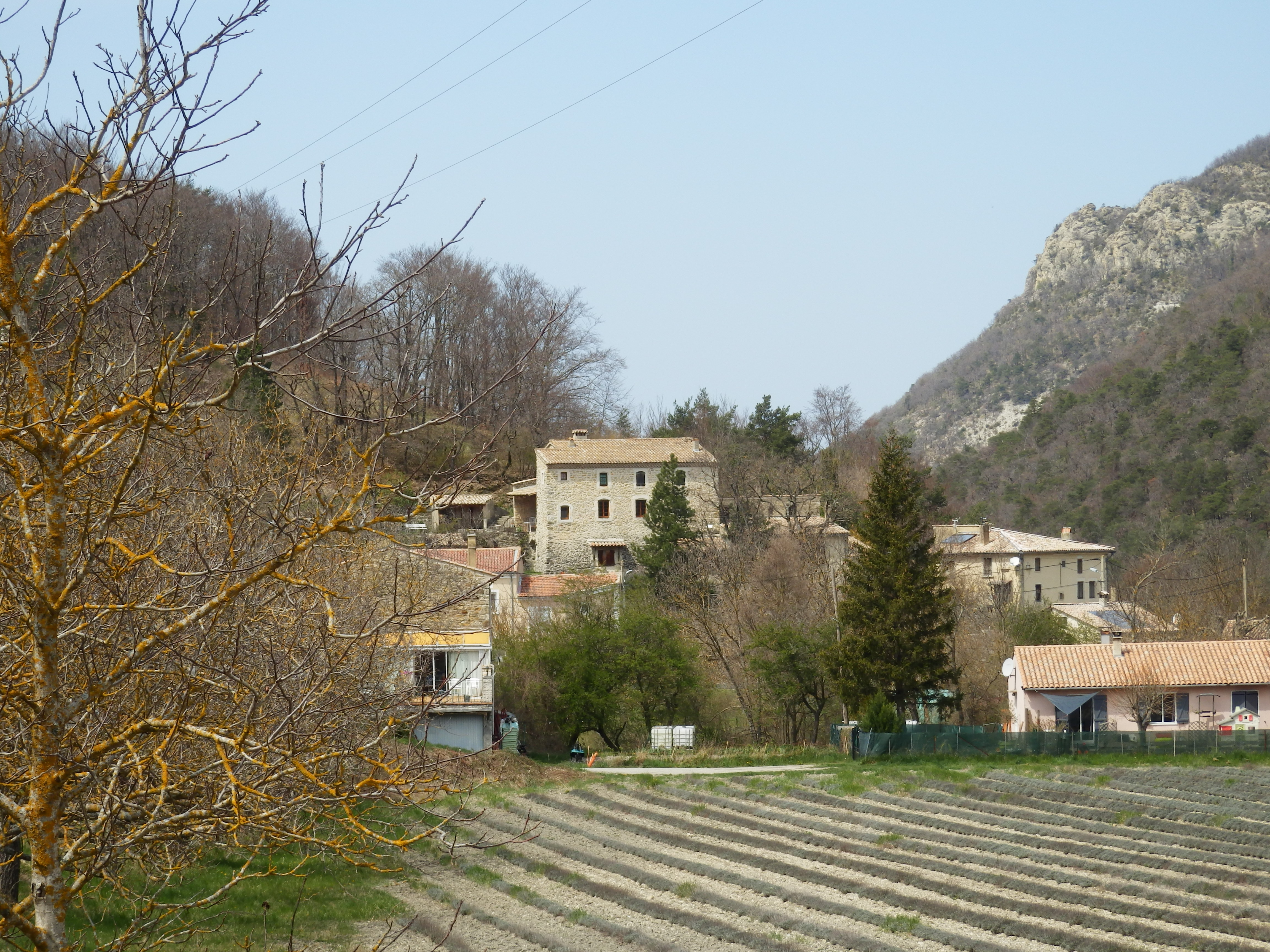
Le Moulin, Teyssières (2019)

Teyssières ist eine französische Gemeinde mit 66 Einwohnern (Stand 1. Januar 2022) in der Region Auvergne-Rhône-Alpes im Département Drôme; sie gehört zum Kanton Dieulefit im Arrondissement Nyons.

## Geografie
Die Gemeinde Teyssières liegt im Quellgebiet des Lez, etwa zehn Kilometer nördlich von Nyons und 33 Kilometer südöstlich von Montélimar.
Nachbargemeinden von Teyssières sind Montjoux im Nordwesten, Vesc im Nordosten, Valouse im Osten, Saint-Ferréol-Trente-Pas im Südosten, Condorcet, Aubres und Venterol im Süden sowie Rousset-les-Vignes und Le Pègue im Westen.

## Geschichte
Erste urkundliche Erwähnung als Castrum de Theycheriis im Jahr 1294. Damals gemeinsamer Besitz vom Orden des Heiligen Johannes von Jerusalem (Malteser-Kommende von Le Poët-Laval)
und der Familie d’Isoard aus Aix-en-Provence, gelangte es später an die Häuser Durand, Caritat (Herzöge von Condorcet) und schließlich Rigot de Montjoux.

### Bevölkerungsentwicklung
| Jahr                       | 1962 | 1968 | 1975 | 1982 | 1990 | 1999 | 2007 | 2019 |
| Einwohner                  | 106  | 77   | 71   | 58   | 69   | 64   | 89   | 68   |
| Quellen: Cassini und INSEE |      |      |      |      |      |      |      |      |

## Sehenswürdigkeiten
- Burgruine Audefrey
- Ruinen eines Römischen Militärlagers oberhalb der Altstadt
- Kirche Saint-Pierre